# Markballongspindel
Markballongspindel (Oedothorax fuscus) är en spindelart som först beskrevs av John Blackwall 1834.  Markballongspindel ingår i släktet Oedothorax och familjen täckvävarspindlar. Arten är reproducerande i Sverige. Inga underarter finns listade i Catalogue of Life.